# Chauliodus minimus
A Chauliodus minimus a csontos halak (Osteichthyes) főosztályának sugarasúszójú halak (Actinopterygii) osztályába, ezen belül a nagyszájúhal-alakúak (Stomiiformes) rendjébe és a mélytengeri viperahalfélék (Stomiidae) családjába tartozó faj.

## Előfordulása
A Chauliodus minimus elterjedési területe az Atlanti-óceán déli fele. Keleten a Kongói Köztársaságtól Angoláig, míg nyugaton Brazíliától Argentínáig fordul elő.

## Megjelenése
Hossza elérheti a 14,5 centimétert. Testszíne fénylő ezüstös.

## Életmódja
A Chauliodus minimus mélytengeri halfaj, amely 210 méteres mélységben is megtalálható.

## Felhasználása
Ezt a halat halásszák.